# Чжу Юньвень
Чжу́ Юньве́нь (кит.: 朱允炆; піньїнь: Zhū Yǔnwén), храмове ім'я Хуейцзун (кит.: 惠宗; піньїнь: Huizong; 5 грудня 1377 — 13 липня 1402) — китайський державний і політичний діяч, імператор династії Мін. Посмертне ім'я — Імператор Хуей. Девіз правління — Цзяньвень. Інше ім'я, що походить від девізу правління, — Імпера́тор Цзяньве́нь (кит.: 建文帝; піньїнь: Jiànwén-dì).

## Правління
Був сином Чжу Бяо, старшого сина Чжу Юаньчжана.
Проводив курс на конфіскацію земель та ліквідацію самоврядних уділів палацової аристократії та членів імператорської родини. 1399 року спалахнуло повстання під проводом янського принца Чжу Ді, власного дядька, який захопив столицю Нанкін і зайняв імператорський престол. Зник безвісти під час взяття повстанцями столиці.